# Famille Delaval
Pour les articles homonymes, voir Delaval.

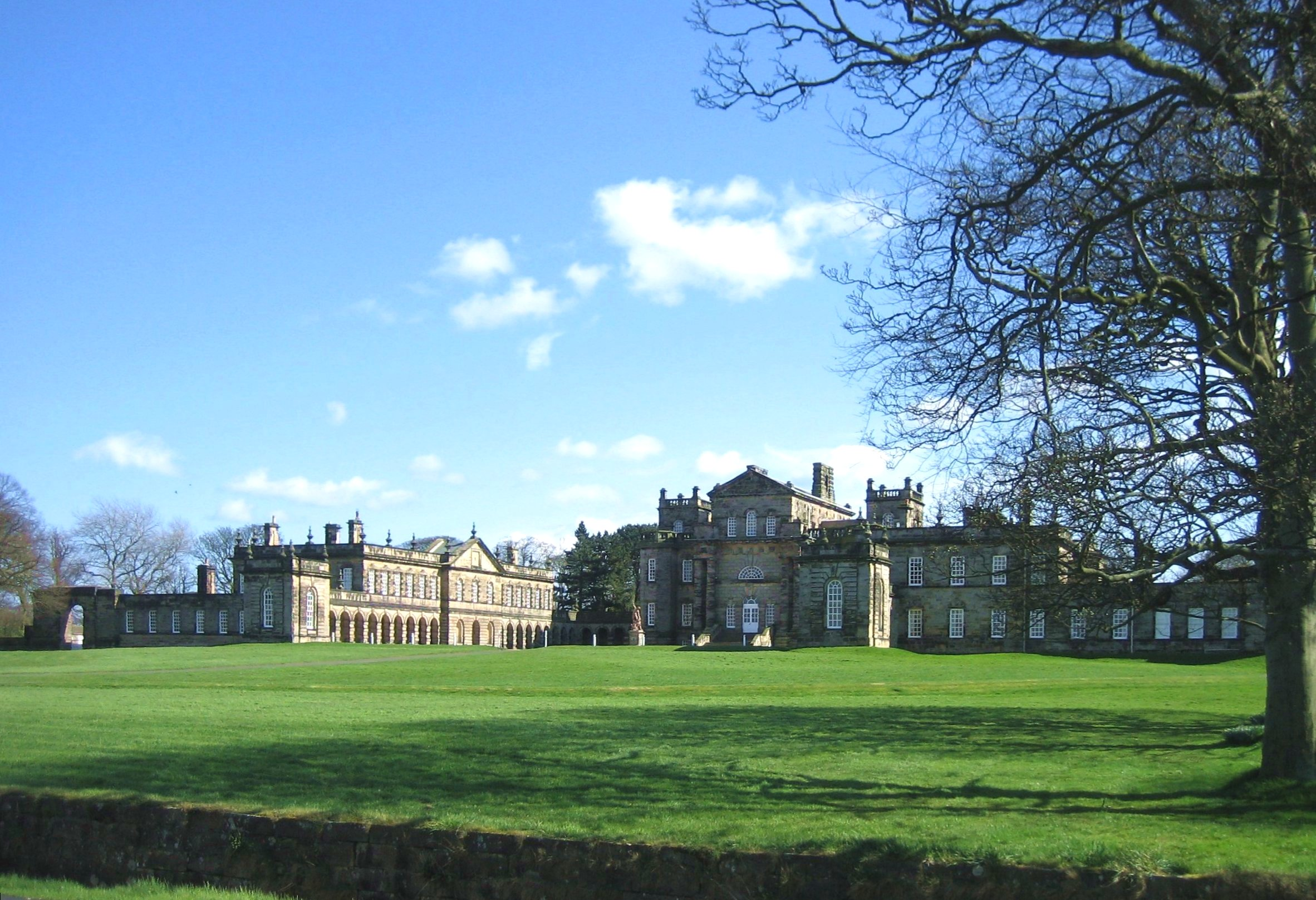
Seaton Delaval Hall, vue nord-ouest

La famille Delaval est une famille aristocratique du Northumberland en Angleterre, porté du XIe siècle jusqu'au XIXe siècle. Leur possession principale était le manoir de Seaton Delaval. Le XVIIIe siècle pour les Delaval est remarquable pour leur style de vie coloré, pour la magnificence du Seaton Delaval Hall et pour le développement du petit port de Seaton Sluice et la mine d'Old Hartley.

## Histoire ancienne
Il est probable que la construction fortifiée initiale s'est transformée en la tour médiévale de Seaton, au XIVe siècle. Elle a été prolongée lors des périodes Tudor et Jacobean, formant un manoir de taille considérable. Au début du XVIIIe siècle, elle a été remplacée par l'actuel Seaton Delaval Hall (toujours désigné localement sous le nom de Delaval Hall), le troisième et dernier grand manoir conçu par l'architecte et dramaturge John Vanbrugh. Cette dernière construction a été dévastée par le feu en 1822, mais a été plus tard reconstruite - indépendamment de l'intérieur du bloc principal.
Le nom de famille de Delaval s'est éteint au moins à deux occasions lors du Moyen Âge, mais a été réadopté par les seigneurs de Seaton vraisemblablement en raison du prestige attachés à sa consonance franco-normande. La famille de Delaval a joué un rôle prééminent dans la vie du comté de Northumberland ; plusieurs ont servi de Shérif du comté, d'autres sont devenus parlementaires et certains ont servi de commissaire de frontière (une partie située au nord du comté est la frontière Anglo-Écossaise).
Les fortunes des Delaval de Seaton ont atteint leur maximum au XVIIIe siècle. Cependant, avec la mort d'Edward Hussey Delaval en 1814, la ligne de Delaval s'est éteinte, et le manoir de Seaton Delaval et d'autres domaines sont passés aux Astley. Le propriétaire et l'occupant actuel de Delaval Hall est Edward Delaval Henry Astley, 22e baron Hastings, un propriétaire foncier considérable, qui fut responsable de la restauration du Hall autour de 1960.

## Les Delaval auXVIIIesiècle
Le XVIIIe siècle des Delaval de Seaton :
- Amiral George Delaval (1660-1723)
- Capitaine Francis Blake Delaval (1692-1752)
- Sir Francis Blake Delaval (1727-1771)
- Lord John Hussey Delaval (1728-1808)
- Edward Hussey Delaval (1729-1814)

## Pour approfondir